# (14038) 1995 HR
1995 إتش أر (ويعرف أيضًا باسم (14038) 1995 إتش أر وفق تسمية الكوكب الصغير) (بالإنجليزية: 1995 HR)‏ هو كويكب ضمن حزام الكويكبات؛ وترتيبه 14038 من حيث الاكتشاف.
اكتُشف هذا الجُرم الفلكي بواسطة هيروشي كانيدا في 27 أبريل 1995.

## وصلات خارجية
- (14038) 1995 HR في قاعدة بيانات مختبر الدفع النفاث لأجرام النظام الشمسي الصغيرة

- الاكتشاف · مخطط المدار ·  العناصر المدارية · المعلمات المادية

- (14038) 1995 HR على موقع ويكي سكاي: DSS2, SDSS, GALEX, IRAS, Hydrogen α, X-Ray, Astrophoto, Sky Map, Articles and images